# Harry Rasky
Harry Rasky est un réalisateur, scénariste et producteur de cinéma et de télévision canadien né le 9 mai 1928 à Toronto (Canada) et mort le 9 avril 2007.

## Filmographie

### Producteur
- 1973 : Tennessee Williams' South (TV)
- 1977 : Homage to Chagall: The Colours of Love
- 1980 : The Song of Leonard Cohen
- 1981 : Being Different (en)
- 1986 : Karsh: The Searching Eye
- 1992 : War Against the Indians

### Réalisateur
- 1957 : The Day Called 'X' (en) (TV)
- 1970 : Upon This Rock (TV)
- 1973 : Tennessee Williams' South (TV)
- 1977 : Homage to Chagall: The Colours of Love
- 1979 : Arthur Miller on Home Ground (TV)
- 1980 : The Song of Leonard Cohen
- 1981 : Being Different (en)
- 1986 : Karsh: The Searching Eye
- 1992 : War Against the Indians

### Scénariste
- 1957 : The Day Called 'X' (en) (TV)
- 1970 : Upon This Rock (TV)
- 1973 : Tennessee Williams' South (TV)
- 1977 : Homage to Chagall: The Colours of Love
- 1979 : Arthur Miller on Home Ground (TV)
- 1980 : The Song of Leonard Cohen
- 1981 : Being Different (en)
- 1986 : Karsh: The Searching Eye
- 1992 : War Against the Indians